# Keiko Fuji
Keiko Fuji  (藤 圭子?, Fuji Keiko), pseudonimo di Junko Utada (宇多田 純子?, Utada Junko), (5 luglio 1951 – Tokyo, 22 agosto 2013) è stata una cantante e attrice giapponese.
Nonostante la sua carriera da attrice sia stata breve, ottenne una grande popolarità negli anni settanta come cantante enka, tanto da rimanere per 37 settimane di fila in cima alla classifica Oricon con i suoi primi due album.

## Biografia
Nasce a Ichinoseki, ma cresce nella cittadina di Asahikawa. Da giovane accompagnava spesso il padre durante i suoi tour da rōkyoku (una forma di cantastorie nella cultura giapponese) e nel 1970, con una sua cover di Yume wa Yoru Hiraku, vinse il premio per il maggior supporto del pubblico ai Japan Record Award. Dopo il successo del suo album di debutto Shinjuku no Onna/"Enka no Hoshi" Fuji Keiko no Subete, al primo posto della classifica Oricon per il periodo record di 20 settimane di fila, e il suo secondo album Onna no Blues, anch'esso al primo posto della classifica degli album più venduti in Giappone per 17 settimane di fila, pubblica in meno di due anni oltre 10 LP. Si ritira nel 1979 per sposarsi con il cantante Kiyoshi Maekawa, da cui però divorzia, prima di spostarsi negli Stati Uniti e ricominciare la sua carriera musicale. Successivamente si sposa con il produttore discografico Teruzane Utada. La loro unica figlia è Utada Hikaru, una degli artisti musicali di maggior successo commerciale nella storia del Giappone. Ha divorziato per poi risposarsi da Utada 7 volte nel corso della loro lunga relazione.
Il 3 marzo 2006 è stata fermata da alcuni agenti della DEA all'Aeroporto Internazionale John F. Kennedy di New York, che le hanno confiscato oltre 400.000 dollari con l'accusa di avere l'intenzione di usarli per l'acquisto di droga. Utada depositò un reclamo contro il governo statunitense, dando inizio a una causa che termina solo il 27 gennaio 2009, con l'ordine della corte federale di New York alla DEA di restituire il denaro confiscato, data la mancanza di prove evidenti.
Il 22 agosto 2013 è morta cadendo dal tredicesimo piano di un palazzo nel quartiere di Shinjuku, a Tokyo. Nell'appartamento in cui alloggiava era presente anche un altro uomo, dichiaratosi però addormentato durante l'accaduto. Dopo le dovute analisi, la polizia non ha trovato prove necessarie né per accusare l'uomo di omicidio né per dichiarare un suicidio. In un messaggio sul suo blog, la figlia Hikaru ha condiviso il suo dolore per la perdita ma ha anche reso pubblica l'infermità mentale della madre che da molti anni la affliggeva.